# Hiệu số bàn thắng thua
Trong thể thao, đặc biệt là bóng đá, hiệu số bàn thắng thua (tức là lấy số bàn thắng ghi được trừ số bàn thua) là một trong những tiêu chí quan trọng để phân định thứ hạng khi có 2 hay nhiều đội bằng điểm nhau.
Nếu điểm số các đội bằng điểm và hiệu số bàn thắng thua cũng bằng nhau thì xét tới số bàn thắng ghi được sẽ là tiêu chí tiếp theo. Tuy nhiên đôi khi cũng có thể áp dụng tiêu chí kết quả đối đầu trực tiếp (như Premier League) hoặc đá play-off (như Serie A).
Tỉ số bàn thắng bàn thua được áp dụng trước hiệu số bàn thắng thua. Cách tính tỉ số bàn thắng bàn thua là lấy số bàn thắng chia số bàn thua. Hiệu số bàn thắng thua được áp dụng từ Giải vô địch bóng đá thế giới 1970.

## Sự khác biệt
Sự sắp xếp khác nhau có thể dẫn tới kết quả khác nhau một cách đáng chú ý. Chúng ta sẽ xét những ví dụ dưới đây:
| Đội A | 3–0 | Đội B |
| ----- | --- | ----- |
|       |     |       |

| Đội B | 6–0 | Đội C |
| ----- | --- | ----- |
|       |     |       |

| Đội A | 0–1 | Đội C |
| ----- | --- | ----- |
|       |     |       |

Nếu dùng tỷ số bàn thắng bàn thua thì đội A xếp đầu
| VT | Đội   | ST | T | H | B | BT | BB | TLB   | Đ |
| -- | ----- | -- | - | - | - | -- | -- | ----- | - |
| 1  | Đội A | 2  | 1 | 0 | 1 | 3  | 1  | 3,000 | 3 |
| 2  | Đội B | 2  | 1 | 0 | 1 | 6  | 3  | 2,000 | 3 |
| 3  | Đội C | 2  | 1 | 0 | 1 | 1  | 6  | 0,167 | 3 |

Nhưng nếu dùng hiệu số bàn thắng thua thì đội B xếp đầu
| VT | Đội   | ST | T | H | B | BT | BB | HS | Đ |
| -- | ----- | -- | - | - | - | -- | -- | -- | - |
| 1  | Đội B | 2  | 1 | 0 | 1 | 6  | 3  | +3 | 3 |
| 2  | Đội A | 2  | 1 | 0 | 1 | 3  | 1  | +2 | 3 |
| 3  | Đội C | 2  | 1 | 0 | 1 | 1  | 6  | −5 | 3 |

Tỷ số bàn thắng thua được thay bởi hiệu số bàn thắng thua bởi vì sự ủng hộ các trận đấu có ít bàn thắng hơn. Ví dụ 1 đội ghi 70 bàn để lọt lưới 40 bàn sẽ có tỷ số bàn thắng thua thấp hơn 1 đội ghi 69 để lọt lưới 39 bàn (1.75 so với 1.769)
Đáng chú ý rằng, khi có đội có số bàn thắng ít hơn số bàn thua có thể tăng tỷ số này bằng cách tạo ra trận hòa. Ví dụ 1 đội ghi 15 bàn để lọt lưới 30 bàn thì tỷ số là 0.50. Nhưng khi có thêm trận hòa 2–2 thì tỷ số này sẽ là 0.53
1 trường hợp khác
| Đội A | 0–0 | Đội B |
| ----- | --- | ----- |
|       |     |       |

| Đội A | 1–0 | Đội C |
| ----- | --- | ----- |
|       |     |       |

| Đội B | 10–1 | Đội C |
| ----- | ---- | ----- |
|       |      |       |

Khi dùng tỷ số này thì không thể xếp hạng được vì xuất hiện phép chia cho 0
| VT | Đội   | ST | T | H | B | BT | BB | TLB    | Đ |
| -- | ----- | -- | - | - | - | -- | -- | ------ | - |
| 1  | Đội A | 2  | 1 | 1 | 0 | 1  | 0  | —      | 4 |
| 2  | Đội B | 2  | 1 | 1 | 0 | 10 | 1  | 10,000 | 4 |
| 3  | Đội C | 2  | 0 | 0 | 2 | 1  | 11 | 0,091  | 0 |

Tuy nhiên nếu dùng hiệu số bàn thắng thua thì đội B đứng đầu
| VT | Đội   | ST | T | H | B | BT | BB | HS  | Đ |
| -- | ----- | -- | - | - | - | -- | -- | --- | - |
| 1  | Đội B | 2  | 1 | 1 | 0 | 10 | 1  | +9  | 4 |
| 2  | Đội A | 2  | 1 | 1 | 0 | 1  | 0  | +1  | 4 |
| 3  | Đội C | 2  | 0 | 0 | 2 | 1  | 11 | −10 | 0 |

và thêm 1 trường hợp lạ nữa
| Đội A | 1–0 | Đội B |
| ----- | --- | ----- |
|       |     |       |

| Đội C | 0–0 | Đội D |
| ----- | --- | ----- |
|       |     |       |

| Đội A | 0–0 | Đội C |
| ----- | --- | ----- |
|       |     |       |

| Đội D | 0–0 | Đội B |
| ----- | --- | ----- |
|       |     |       |

| Đội A | 0–0 | Đội D |
| ----- | --- | ----- |
|       |     |       |

| Đội B | 0–2 | Đội C |
| ----- | --- | ----- |
|       |     |       |

Trong toán học,mọi số chia cho 0 đều vô nghĩa nên không thể xác định 3 số là 2/0, 1/0, 0/0 số nào lớn nhất hay nhỏ nhất để xếp hạng.
| VT | Đội   | ST | T | H | B | BT | BB | TLB   | Đ |
| -- | ----- | -- | - | - | - | -- | -- | ----- | - |
| 1  | Đội C | 3  | 1 | 2 | 0 | 2  | 0  | —     | 5 |
| 2  | Đội A | 3  | 1 | 2 | 0 | 1  | 0  | —     | 5 |
| 3  | Đội D | 3  | 0 | 3 | 0 | 0  | 0  | —     | 3 |
| 4  | Đội B | 3  | 0 | 1 | 2 | 0  | 3  | 0,000 | 1 |

Tuy nhiên nếu dùng hiệu số bàn thắng thua thì đội C sẽ đứng đầu
| VT | Đội   | ST | T | H | B | BT | BB | HS | Đ |
| -- | ----- | -- | - | - | - | -- | -- | -- | - |
| 1  | Đội C | 3  | 1 | 2 | 0 | 2  | 0  | +2 | 5 |
| 2  | Đội A | 3  | 1 | 2 | 0 | 1  | 0  | +1 | 5 |
| 3  | Đội D | 3  | 0 | 3 | 0 | 0  | 0  | 0  | 3 |
| 4  | Đội B | 3  | 0 | 1 | 2 | 0  | 3  | −3 | 1 |